# Eugene C. Magill
Eugene C. Magill (24 februari 1929 – 2007) was een Amerikaans componist, muziekpedagoog en dirigent.

## Levensloop
Magill studeerde muziekopleiding en compositie. Na het behalen van zijn diploma's was hij muziekleraar aan openbare scholen in West Deptford (New Jersey), waar hij eveneens dirigent was van de West Deptford High School Symphonic Band en in Moorestown-Lenola. Als componist schreef hij verschillende werken voor harmonieorkest.
Eugene C. Magill overleed in maart 2007 op 78-jarige leeftijd.

## Composities

### Werken voor harmonieorkest
- 1974 The Lion Sleeps Tonight
- 1986 A Christmas Suite
- 1986 From Sea To Shining Sea
- Gold
- Olde English Suite
  1. Rigaudon
  2. Churchbells
  3. Hornpipe
- Ostinato suite
- Sounds of the Sea
- Sunrise sunset